# Jürgen von Gagern
Jürgen Rudolf Freiherr von Gagern (* 12. Oktober 1930 in Berlin) ist ein deutscher Architekt des Brutalismus.

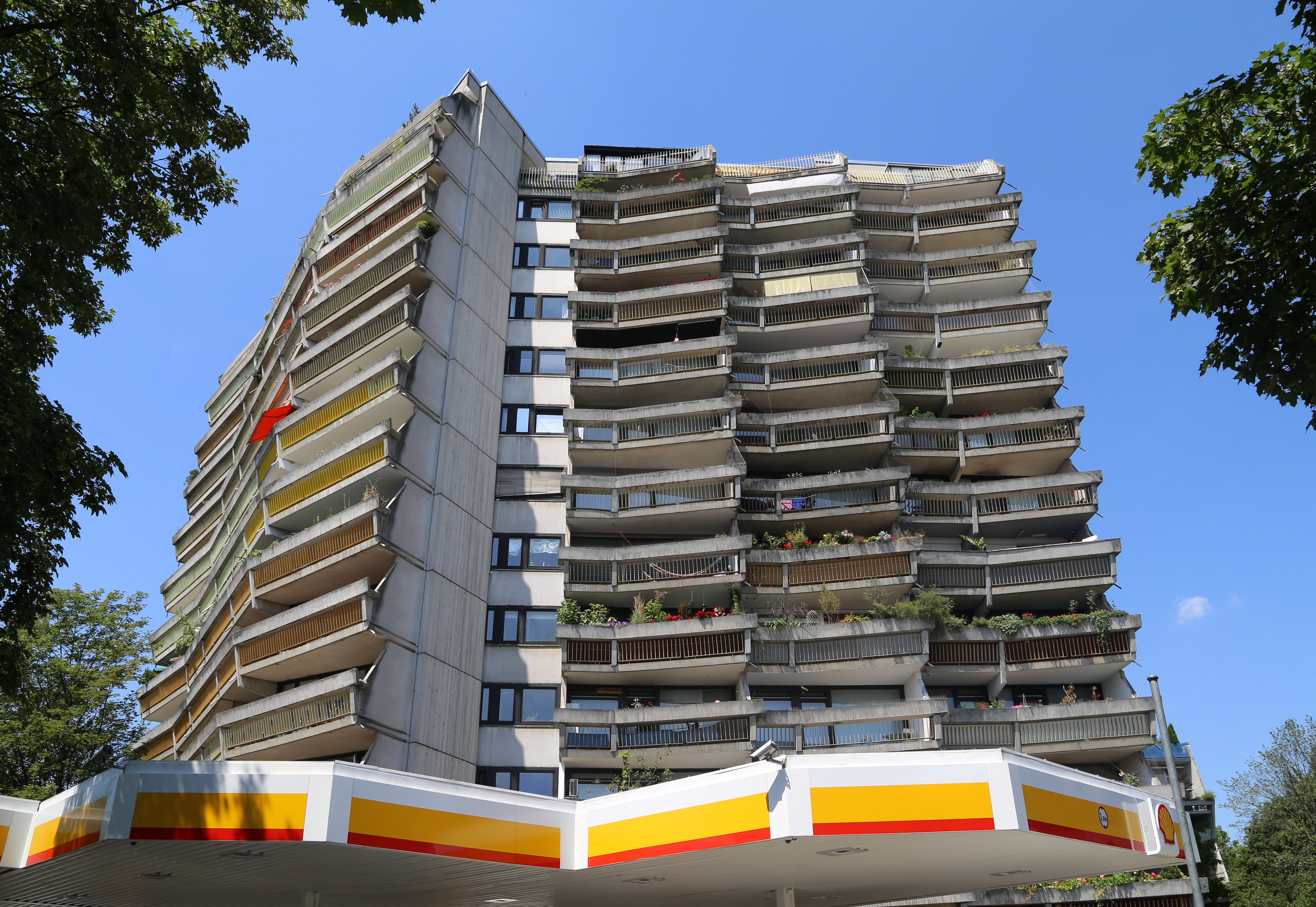
Wohnanlage Orpheus und Eurydike, München-Schwabing

## Werdegang
Seine Eltern waren der Jurist Rudolf von Gagern und dessen aus Berlin stammende zweite Ehefrau Charlotte Pleuse. 
Gagern studierte an der Technischen Universität München, schloss als Diplom-Ingenieur ab und begründete ein Architekturbüro in München. Er errichtete mehrere Wohnanlagen mit dem Bauunternehmer Fritz Eichbauer. 
Jürgen von Gagern hat zwei Geschwister, ist verheiratet und hat zwei Kinder. 

## Bauten
In Arbeitsgemeinschaft mit Udo von der Mühlen und Peter Ludwig:
- vor 1969: Wohnanlage Apoll und Herkules, München
- vor 1969: Wohnanlage, Feldafing[3]
- 1967–1969: Wohnanlage Max und Moritz, München-Solln[4]
- 1971–1973: Wohnanlage Orpheus und Eurydike, München-Schwabing mit Gottfried Hansjakob und Eva von Gagern-Hübsch[5][6]
- 1973–1977: Amalienpassage, München mit Farbgestalterin Eva von Gagern-Hübsch, Karl Kagerer, Gerd Winner und Peter Mengele[7]
- 1981–1983: Kurfürstenhof, Schwabing mit Farbgestalterin Eva von Gagern-Hübsch[2]

## Ehrungen und Preise
- 1969: BDA-Preis Bayern für Wohnanlage Apoll und Herkules, München und Wohnanlage Feldafing[8]
- 1977: Ehrenpreis der Landeshauptstadt München für guten Wohnungsbau und vorbildliche Sanierung
- 1978: 2. Preis Kunst + Architektur Juniorpreis
- 1983/1984: Internationaler Architekturpreis für Kurfürstenhof, Schwabing[9]
- Wohnanlage Orpheus und Eurydike, München-Schwabing stehen unter Denkmalschutz[10][11]
- Wohnanlage Amalienpassage, München-Maxvorstadt steht unter Denkmalschutz[12]